# Kishuta
Kishuta es un pueblo húngaro perteneciente al distrito de Sátoraljaújhely, condado de Borsod-Abaúj-Zemplén.

## Superficie
Cuenta con una superficie de 5,18 km².

## Demografía
Hasta 2024 la población era de 259 habitantes, con una densidad de población de 50 hab/km².
| Gráfica de evolución demográfica de Kishuta entre 2020 y 2024 |
|                                                               |
| Datos según la Oficina Central de Estadística de Hungría.     |